# Oscar Matthiesen

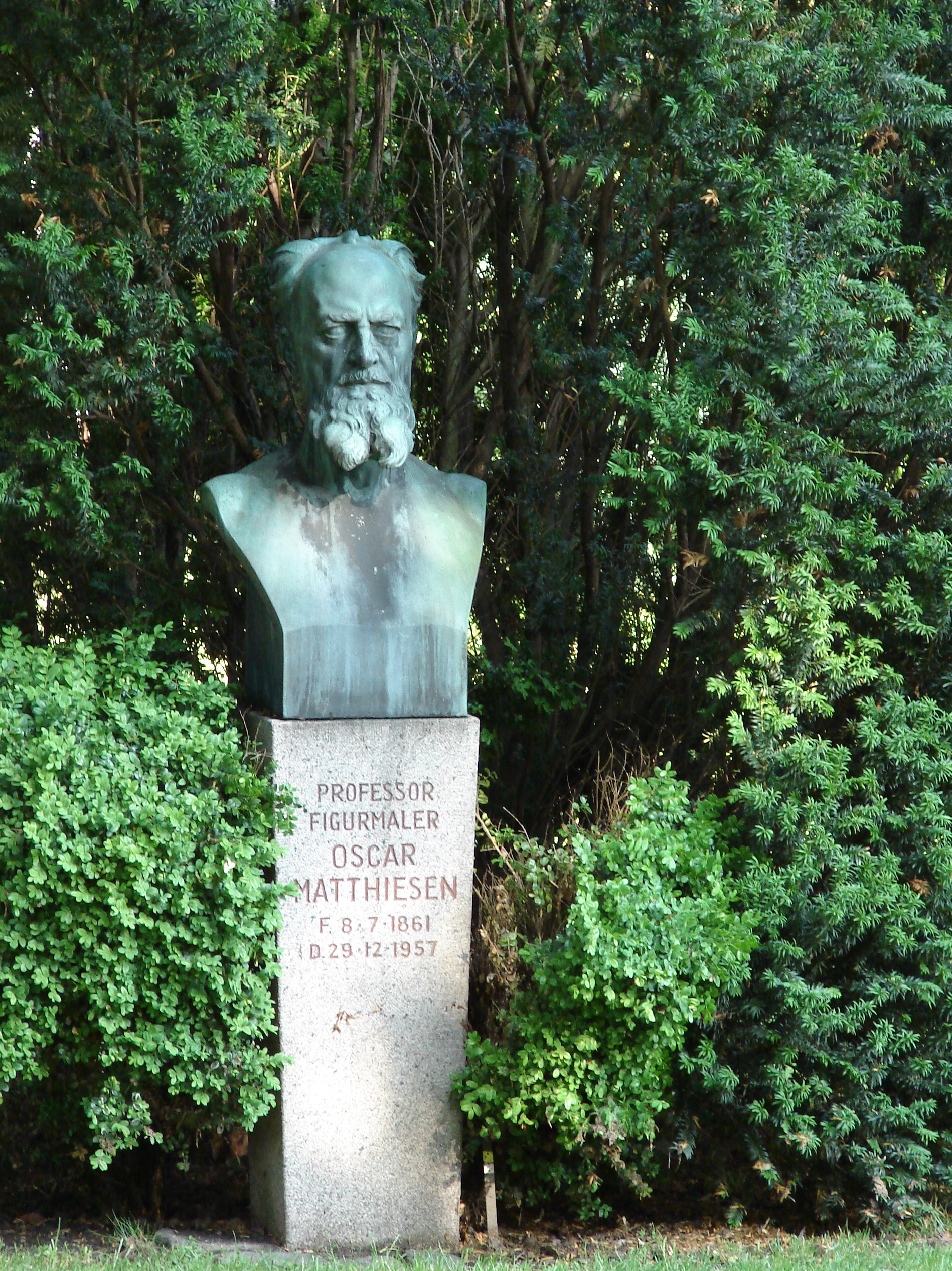
Büste von Oscar Matthiesen auf dem Holmens Kirkegård

Oscar Adam Otto Wilhelm Matthiesen (* 8. Juli 1861 in Schleswig; † 28. Dezember, anderes Datum 29. Dezember 1957 in Kopenhagen) war ein dänischer Landschaftsmaler und Porträtist.

## Leben

### Familie
Oscar Matthiesen war der Sohn von Johann Peter Matthiesen (1824–1889), Branddirektor und königlicher Hausvogt, und dessen Ehefrau Angelique, geb. von Staffeldt (1831–1899).
Er war seit dem 18. November 1887 in Gentofte in erster Ehe mit Camilla Marie Martine (* 24. Februar 1862 in Kopenhagen; † 24. Mai 1906 in Ordrup), Tochter des Schneiders Lars Martin Larsen, verheiratet.
In zweiter Ehe heiratete er am 10. November 1907 in Hamburg Anna Katharina (* 15. April 1879 in Rostock; † 14. Juli 1943 in Kopenhagen), Tochter des dänischen Konsuls Johann Bernhard Mann (1853–1910) und der Übersetzerin und außerordentlichen Professorin an der Universität Rostock Mathilde, geb. Scheven (1859–1925); aus der Familie Mann stammte unter anderem Thomas Mann.
In dritter Ehe heiratete er am 9. Juni 1948 die Opernsängerin Lilli Judith Wilhelmine Hoffmann (* 7. April 1887 in Kopenhagen; † 30. November 1974 in Bagsværd bei Kopenhagen), Tochter von Carl Jakob Ulrich Hoffmann und dessen Ehefrau Anne Marie Christiane, geb. Claudius.
Von seinen Kindern sind namentlich bekannt:
- Oscar Matthiesen, emigrierte 1922 nach Seattle[1]
- Paul Staffeldt Matthiesen (* 11. September 1891; † 1. März 1979), Architekt in Dänemark; sein Schwager war der Manager und Marineoffizier Johann Bernhard Mann.

### Werdegang
Oscar Matthiesen absolvierte eine Ausbildung zum Maler in Schleswig. Nachdem sein künstlerisches Talent erkannt worden war, kam er 1877 an die Königlich Dänische Kunstakademie in Kopenhagen.
1884 verließ er die Kunstakademie, um sich bei dem Skagen-Maler Peder Severin Krøyer weitere Techniken anzueignen; er hielt sich darauf ein Jahr bei Pierre Puvis de Chavanne in Paris auf. Ihm verdankte er seine Vorliebe für monumentale Werke; in Paris näherte er sich der Freskomalerei an. Er war auch ein Schüler des dänischen Malers Kristian Zahrtmann.
Oscar Matthiesen entwickelte eine Methode zur Erhärtung von Kalkmörtel durch komprimierte Kohlensäure, ein Verfahren, das er sich patentieren ließ und das bald darauf in ganz Europa Anwendung fand.
1893 wurde er vom dänischen Staat als Regierungskommissar für die Bildenden Künstler zur Weltausstellung nach Chicago gesandt.
Von 1898 bis 1899 wurde er von der preußischen Regierung an die Akademie der Künste und an das Kunstgewerbemuseum berufen und unterrichtete dort Studenten in der Freskomalerei.
1906 begann er mit seinem Werk Schonische Dragoner reiten zum Bade, das nackte schwedische Dragoneroffiziere zeigte, die zum Baden ans Meer reiten. Dies führte zu einer Debatte, die skandalumwitterte Züge trug und europaweit Wellen schlug.
1909 erfolgte seine Ernennung zum Professor an der Kopenhagener Kunstakademie.
Seine Landschaftsmalereien stellten Motive aus Humlebæk, Liseleje und Nymindegab dar; dazu fertigte er auch verschiedene Altarbilder, die der Tradition von Carl Bloch folgten.
Er verstarb in seinem Haus im Turbinenhäuschen der Lille Mølle auf dem ehemaligen Kopenhagener Festungswall.
Er besaß zu seinem Haus in Dänemark noch ein Sommerhaus in Nymindegab.

### Porträtmalerei
Oscar Matthiesen war nicht nur Freskenmaler, sondern auch Porträtist. Besonders in den 1920er und 1930er Jahren entstanden zahlreiche Porträts von markanten Persönlichkeiten aus Politik und Gesellschaft. Er erstellte ein Gesamtbild des dänischen Reichstags, der Konstituierenden Versammlung von 1915, dass sich aus 225 Einzelporträts zusammensetzte.

### Reisen
In den Jahren 1890, 1891, 1892, 1893 und 1895 hielt er sich zeitweise in Paris auf, 1894 reiste er nach Italien mit längeren Aufenthalten in Pompeji, Süditalien und Apulien, 1907 an den Gardasee, unternahm von 1908 bis 1909 eine Russlandreise und bereiste 1929 Singapur, Bangkok, China und Indien.

### Ausstellungen (Auswahl)
- 1883 hatte Oscar Matthiesen seine erste Ausstellung im Schloss Charlottenborg in Kopenhagen, dort folgten weitere in den Jahren 1893, 1896–1897, 1901, 1904, 1906–1908, 1934 und 1938.
- 1883 und 1888 nahm er an der nordischen Kunstausstellung am Rådhuspladsen in Kopenhagen teil.
- 1892 und 1905 stellte er in der Kunsthandlung von Valdemar Kleis (1845–1918) in Kopenhagen aus.
- 1925 stellte er mit der dänischen königlichen Porzellanfabrik in Paris aus.

### Ehrungen und Auszeichnungen
- 1885 erhielt Oscar Matthiesen von der Kopenhagener Kunstakademie für seine Arbeit Griffenfeld auf Munkholmen eine Goldmedaille.
- Er wurde zum Ritter des Danebrogordens ernannt.

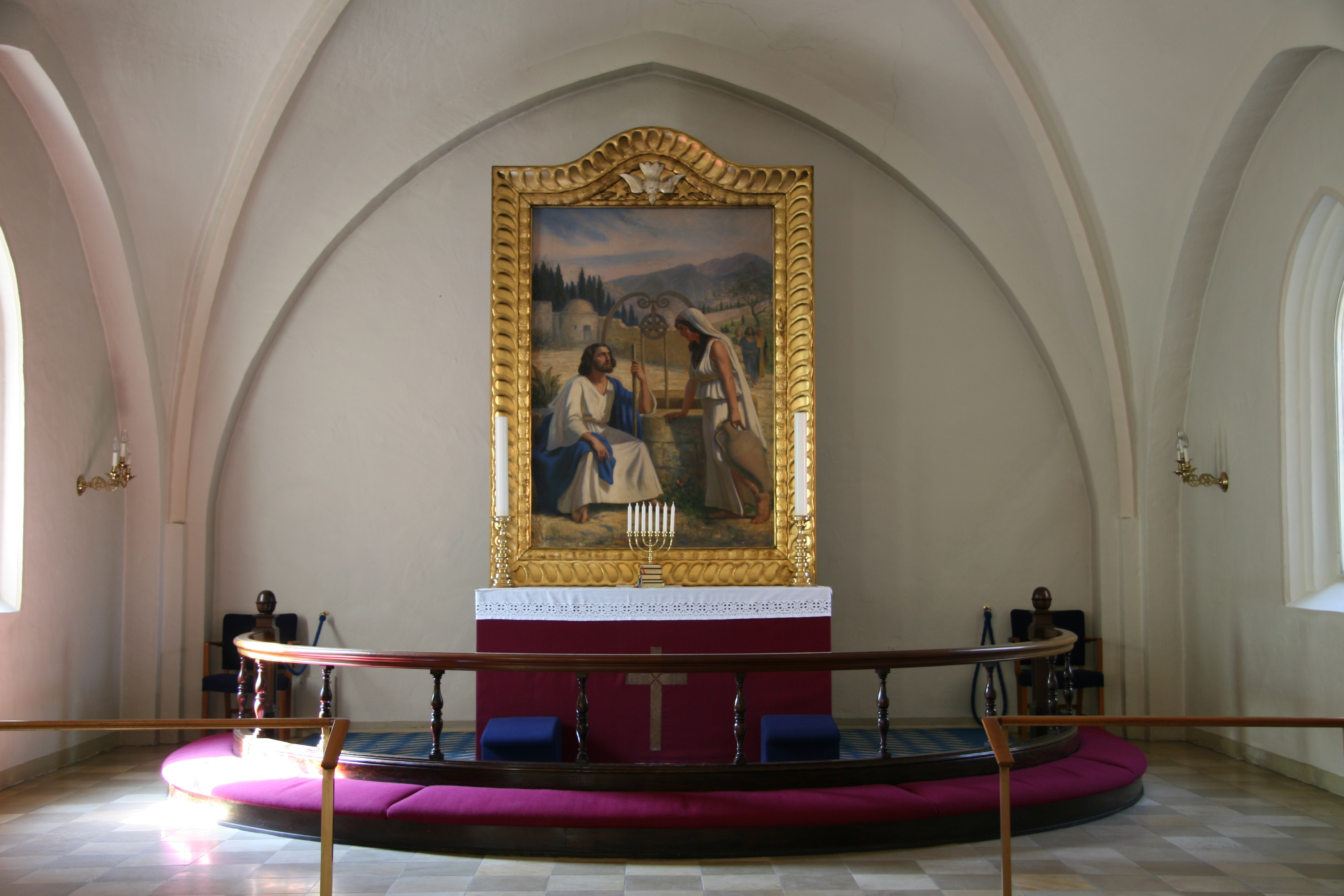
Christus und die Samariterin (1930)

## Werke (Auswahl)
- Kutschenpferde an der Seine (1890).
- Französischer Ochseneimer (Fresko, 1895).
- Kleine Mädchen aus Bornholm (vor 1901).
- Schonische Dragoner reiten zum Bade (1906), Militärmuseum Ystad.[3]
- Die verfassunggebende Versammlung am 5. Juni 1915 (Fresko, 1917–1923), Parlament, Christiansborg.
- Christus und die Samariterin (1930) in der Kildevæld-Kirche in Kopenhagen.
- Der barmherzige Samariter (Fresko 1931) im Haus der Unitarier in Kopenhagen.

## Schriften
- Yellowstone Akvareller. Kopenhagen 1894.
- Om amerikansk Malerkunst. Kopenhagen 1895.
- Les Porcelaines de Copenhagne: Bing & Grøndahl, société anonyme fondée en 1853. Kopenhagen 1900.
- Oscar Matthiesen; Otto Wüstenberg: Tegneundervisning i Barneskolen: En Vejledning for danske Lærere. Kopenhagen 1901.
- Oscar Matthiesen; Julius Petersen: Undersøgelser angaaende Freskomaleri og Materiale dertil: Beretning afgivet til Ministeriet for Kirke- og Undervisningsvæsenet. Kopenhagen 1904.
- Udsmykning af Mineralogisk Museums Forhal og Trappe. Kopenhagen 1911.
- Michelangelo: fresker i Det sixtinske Kapel. Kopenhagen 1918.
- Italiens Al-Fresco-kunst. Kopenhagen 1918.